# ان‌جی‌سی ۵۱۰۲
ان‌جی‌سی ۵۱۰۲ (انگلیسی: NGC 5102) نام یک کهکشان در صورت فلکی قنطورس است.